# Paris-Roubaix 1901

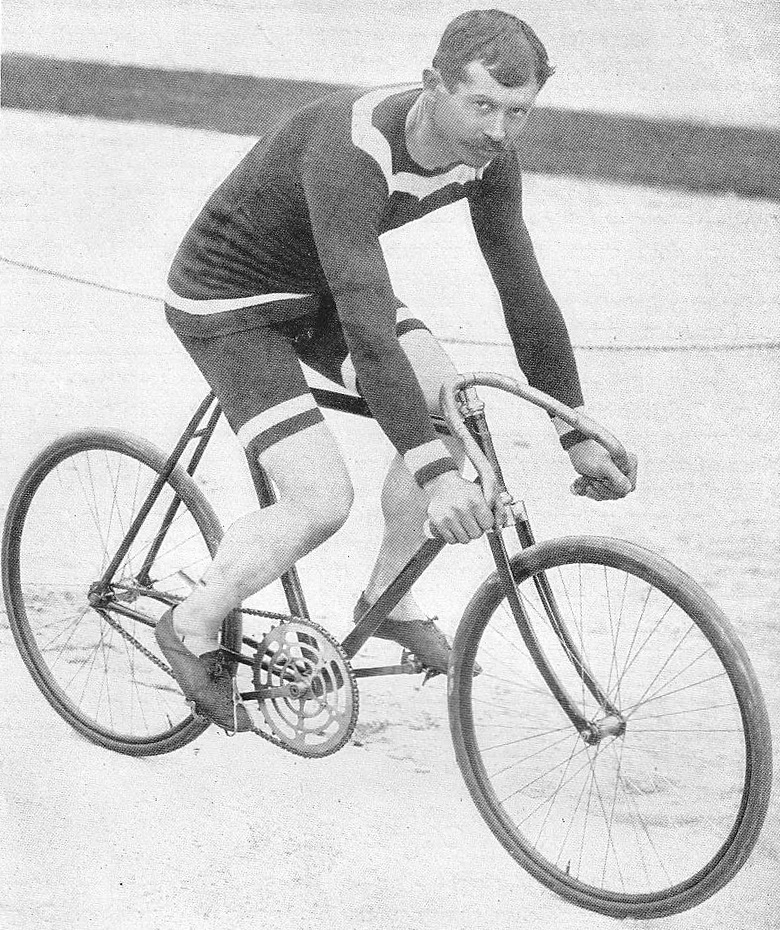
Lucien Lesna

La 6e édition de la course cycliste Paris-Roubaix a lieu le 7 avril 1901 et est remportée par le Français Lucien Lesna. L'épreuve compte 280 kilomètres. Au départ 60 coureurs sont engagés.

## Déroulement de la course
La course est disputée sur 280 kilomètres derrière des motos. 39 cyclistes professionnels et 21 amateurs sont au départ. 21 professionnels et 10 amateurs franchissent la ligne d'arrivée. Le gagnant, Lucien Lesna, en termine avec une vitesse moyenne de 25,861 km par heure. Au départ de Paris, il pleut, tandis que l'arrivée à Roubaix a lieu sous le soleil.

## Classement final
|    | Cycliste           | Équipe | Temps             |
| -- | ------------------ | ------ | ----------------- |
| 1  | Lucien Lesna       | -      | 10 h 49 min 36 s  |
| 2  | Ambroise Garin     | -      | + 26 min 00 s     |
| 3  | Lucien Itsweire    | -      | + 40 min 03 s     |
| 4  | Alphonse Seys      | -      | + 59 min 42 s     |
| 5  | Louis Schiller     | -      | + 1 h 09 min 59 s |
| 6  | Alexandre Foureaux | -      | + 1 h 13 min 12 s |
| 7  | Jean Fischer       | -      | + 1 h 18 min 03 s |
| 8  | Édouard Wattelier  | -      | + 1 h 19 min 36 s |
| 9  | Pierre Chevalier   | -      | + 1 h 26 min 00 s |
| 10 | Georges Pasquier   | -      | + 1 h 41 min 13 s |